# Frank Dobson

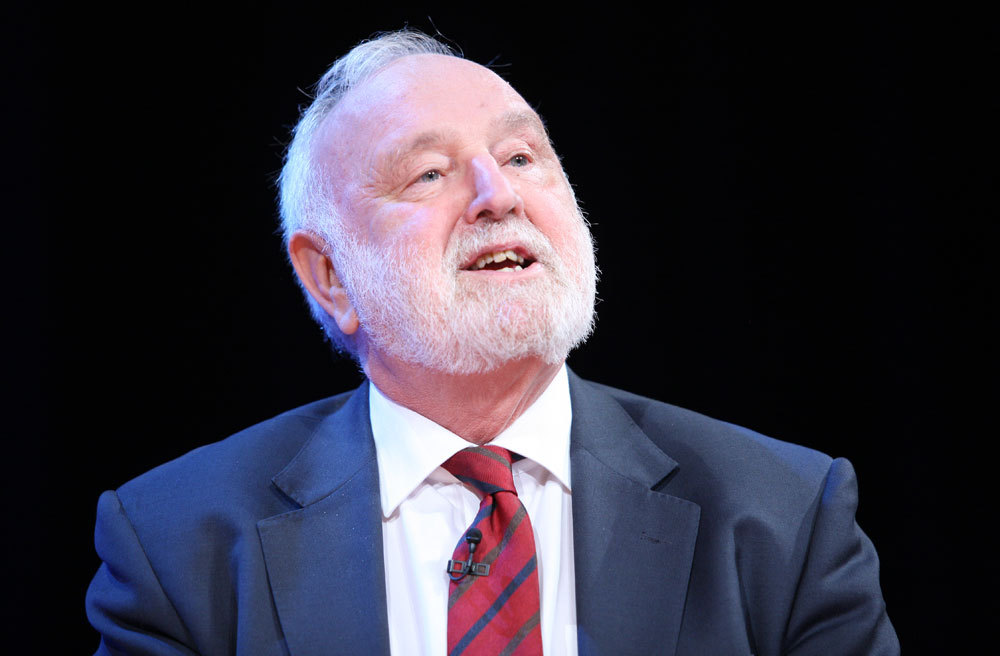
Frank Dobson (2014)

Frank Gordon Dobson, född 15 mars 1940 i York, död 11 november 2019, var en brittisk politiker, som var minister och parlamentsledamot för Labour. Han representerade valkretsen Holborn and St Pancras från 1979 till 2015.
Dobson studerade ekonomi vid London School of Economics. Han blev lokalpolitiker i Camden i London under 1970-talet. Vid parlamentsvalet 1979 valdes han till underhuset för första gången. Han hade flera viktiga poster i Labour under 1980- och 1990-talen. Efter Labours valseger 1997 utsågs han till hälsominister (Secretary of State for Health).
Dobson avgick från ministerposten 1999 för att kandidera till posten som borgmästare i London. Han blev Labours officiella kandidat, men Labourpolitikern Ken Livingstone ställde upp i valet som oberoende kandidat och segrade. Dobson fortsatte därefter som parlamentsledamot, men stod utanför regeringen. Inför valet 2015 meddelade han att han inte tänkte ställa upp för omval.